# Jakub Krč
Jakub Krč (Senica, 2 settembre 1997) è un calciatore slovacco, centrocampista dello Slavoj Boleráz.